# 第37屆省港盃
第37屆省港盃於2014年年底至2015年年初进行。首回合賽事於2014年12月31日在廣東省惠州市奥林匹克体育场進行，而次回合賽事則安排於2015年1月4日在香港旺角大球場上演。最终广东队两回合1比0击败香港，第22次捧得省港盃冠军。

## 赛事记录
| 第三十七屆省港盃冠軍  |
| --------------------- |
| 广东队 第二十二次夺冠 |